# Estación Rocafort
Estación Rocafort es una película española de terror y thriller de 2024, dirigida por Luis Prieto, quien la coescribió junto a Iván Ledesma y Ángel Agudo. Está protagonizada por Natalia Azahara, Javier Gutiérrez y Valèria Sorolla. Se estrenó en los cines españoles el 6 de septiembre de 2024.

## Trama
Laura (Natalia Azahara) es una joven que hace poco ha empezado a trabajar en el metro de Barcelona. Le han asignado la vieja y tranquila estación Rocafort, pero no tardará en descubrir que esta parada alberga una leyenda que la empezará a perseguir: allí ha muerto mucha gente en extrañas circunstancias a lo largo de los años y nadie parece estar interesado en saber la verdad.

## Reparto
- Natalia Azahara como Laura
- Javier Gutiérrez como Román
- Valèria Sorolla como Cris
- Xavi Sáez como Andrés
- Francesc Albiol como Albert
- Aimar Vega como Toni
- Tatín Revenga como Luis
- Celso Bugallo como Elías

## Producción
En octubre de 2022, Javier Gutiérrez anunció que estaba rodando una película de terror titulada Estación Rocafort,  la cual estaba siendo dirigida por Luis Prieto. El 30 de noviembre se anunció que la película había estaba grabando algunas escenas en Las Palmas de Gran Canaria después de un mes de rodaje. En diciembre de 2022, se anunció que el rodaje de la película, la cual también estaba protagonizada por Natalia Azahara y Valèria Sorolla, había concluido.

## Lanzamiento y marketing
En julio de 2024, Filmax anunció que la película se estrenaría en cines españoles el 6 de septiembre de 2024. Ese mismo mes, el tráiler fue lanzado.